# 鐮胸四長棘鯛
鐮胸四長棘鯛為輻鰭魚綱鱸形目鱸亞目鯛科的其中一種，分布於西印度洋區，從紅海至南非海域，棲息深度可達40公尺，體長可達70公分，棲息在沿海礁石區，屬肉食性，以底棲性無脊椎動物為食，可做為食用魚。